# Wallace Carothers
Wallace Hume Carothers (n. 27 aprilie 1896, Burlington⁠(d), Iowa, SUA – d. 29 aprilie 1937, Wilmington, Delaware, SUA) a fost un chimist și inventator american, cercetător în domeniul chimiei organice la DuPont, creditat cu inventarea nailonului.
Carothers a fost șef de grup la laboratorul DuPont Experimental Station, de lângă Wilmington, Delaware, unde se făceau cercetări în domeniul polimerilor. Carothers a fost un chimist strălucit care, pe lângă dezvoltarea nailonului, a pus și bazele studiilor ce au dus la inventarea neoprenului. După ce și-a luat doctoratul, a predat la mai multe universități înainte de a fi angajat de DuPont pentru cercetări fundamentale.
S-a căsătorit cu Helen Sweetman la 21 februarie 1936. Carothers suferea de depresie din tinerețe. În ciuda succesului cu nailonul, se simțea neîmplinit și lipsit de idei. Nefericirea sa a fost amplificată de moartea surorii sale și, la 29 aprilie 1937, s-a cazat într-o cameră de hotel din Philadelphia și s-a sinucis cu o cianură de potasiu dizolvată într-o limonadă. Fiica sa, Jane, s-a născut după șapte luni, la 27 noiembrie 1937.